# Jevrosim
Jevrosim (serbisch-kyrillisch Јевросим) ist ein überwiegend in Serbien verbreiteter männlicher Vorname. 

## Bedeutung
Der Name Jevrosim ist die serbische Variante des griechischen Namens Ευφρόσυνος Efrosynos, des Namens eines Heiligen der Ostkirche. Dieser leitet sich etymologisch aus altgriechisch εὐφροσύνη euphrosynē (‚Frohsinn‘) her.

## Weibliche Form
- Jevrosima